# Almeida (Colômbia)
Alméida é um município no departamento de Boyacá, na Colômbia.